# 奧利尼基 (科留科夫卡區)
51°45′32″N 32°35′48″E / 51.75889°N 32.59667°E
奧利尼基（烏克蘭語：Олійники），是烏克蘭北部的村莊，隸屬切爾尼希夫州的科留基夫卡區。該村面積0.24平方公里，海拔高度159米，2001年人口61，人口密度每平方公里251人。